# Sobieski (Wisconsin)
Sobieski – jednostka osadnicza w hrabstwie Oconto w północno-wschodnim Wisconsin. Znajduje się w granicach miasta Little Suamico. Sobieski zamieszkuje około 250 osób; w miejscowości znajduje się sześć barów, dom opieki, kościół katolicki pw. św. Maksymiliana Kolbego, remiza strażacka oraz wysypisko śmieci. Wchodzi w skład obszaru metropolitalnego Green Bay. Ratusz Little Suamico mieści się w Sobieski, na wschód od linii kolejowej Escanaba & Lake Superior.
Sobieski zostało zbudowane wzdłuż drogi lokalnej S i Cross Road. Sandalwood Road i Krause Road również przecinają tę miejscowość. Rzeka Little Suamico płynie na południe od cmentarza przy kościele św. Jana Kantego. Droga S krzyżuje się z autostradą międzystanową nr 41/141 niecały kilometr na wschód od Sobieski.
Sobieski jest znane z licznych mrowisk, jako że piaszczysta gleba na południowo-zachodnich brzegach Green Bay doskonale nadaje się do zagospodarowania przez mrówki. W okolicy spotyka się mrowiska wysokości półtora metra i więcej.